# Dave McCreery
David "Dave" McCreery (né le 16 septembre 1957 à Belfast) est un footballeur nord-irlandais.
Joueur extrêmement polyvalent mais évoluant le plus souvent au poste de milieu de terrain, McCreery a débuté à Manchester United avant de jouer successivement à Quens Park Rangers, Newcastle, Heart of Midlothian et Hartlepool United, club où il termina sa carrière et qu'il entraîna pendant une courte période.
Parallèlement, il fut international nord-irlandais, disputant les coupes du monde 1982 et 1986.

## Clubs
- Manchester United ( Angleterre)
- Tulsa Roughnecks ( États-Unis)
- Queens Park Rangers ( Angleterre)
- Newcastle United ( Angleterre)
- Heart of Midlothian ( Écosse)
- Hartlepool United ( Angleterre)